# Anstenoptilia marmorodactyla
Anstenoptilia marmorodactyla là một loài bướm đêm thuộc họ Pterophoridae. Nó là loài bản địa của California và Arizona, phía nam tới México tới Costa Rica. Đây là một loài di thực ở Hawaii.
Sải cánh dài 16–18 mm. Con trưởng thành bay vào tháng 5 và tháng 9 miền trung America và từ tháng 7 đến tháng 11 ở miền Tân bắc area.
Ấu trùng ăn các loài Ageratum, Salvia, Agastache, Mentha, Pycnanthemum, Monardella, Scrophularia và Lantana.